# Eryops
|  | Dieser Artikel wurde aufgrund von formalen oder inhaltlichen Mängeln in der Qualitätssicherung Biologie im Abschnitt „Paläontologie“ zur Verbesserung eingetragen. Dies geschieht, um die Qualität der Biologie-Artikel auf ein akzeptables Niveau zu bringen. Bitte hilf mit, diesen Artikel zu verbessern! Artikel, die nicht signifikant verbessert werden, können gegebenenfalls gelöscht werden. Lies dazu auch die näheren Informationen in den Mindestanforderungen an Biologie-Artikel. |

Eryops ist eine Gattung ausgestorbener Landwirbeltiere mit massigem, abgeflachten Schädel, die vom Oberkarbon bis Unterperm lebte. Die Schädellänge betrug bis zu 50 Zentimeter, die Schädelbreite bis zu 37 Zentimeter bei einer angenommenen Körperlänge von 1–2 Metern.

## Merkmale

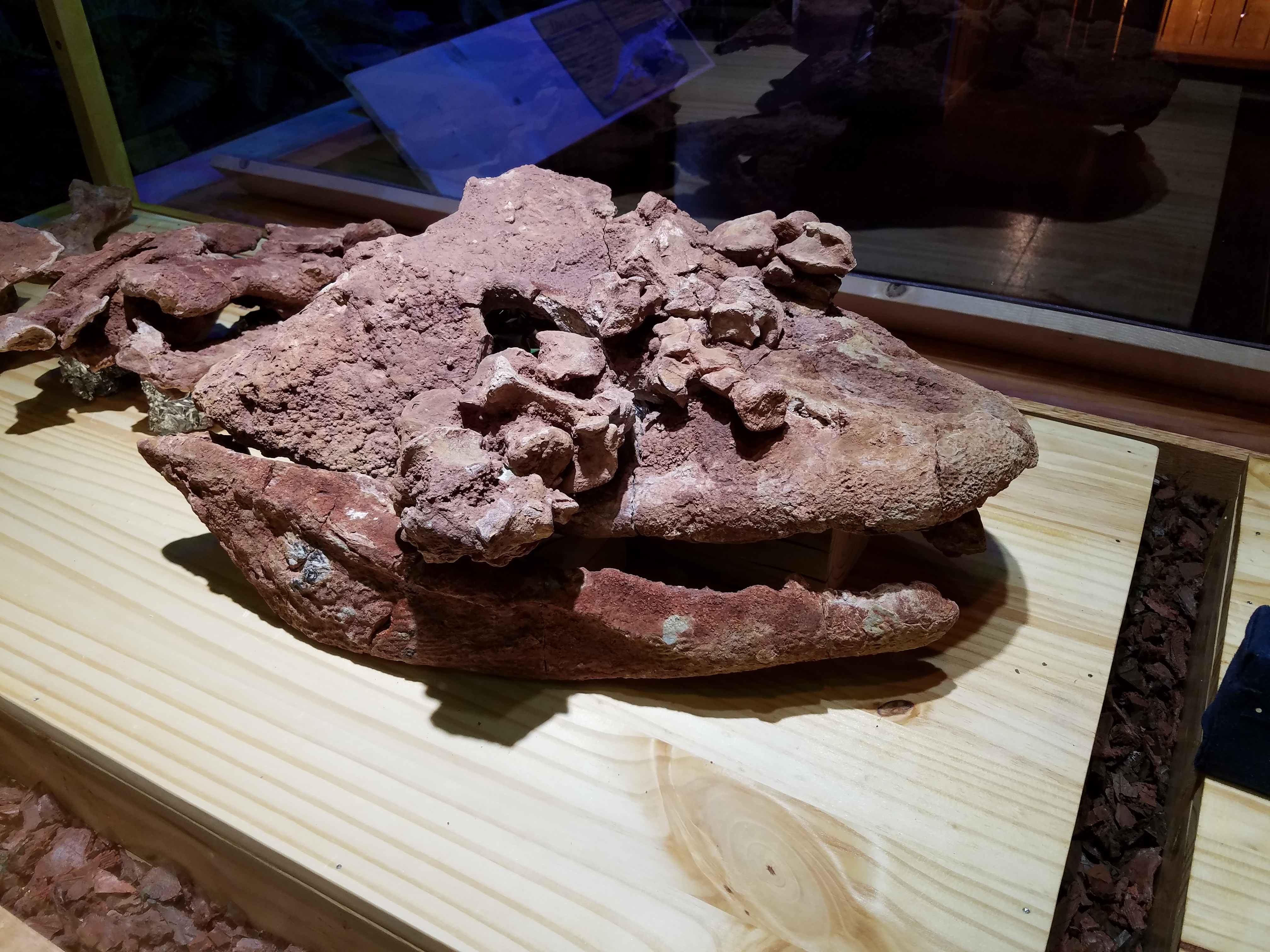
Schädel des Eryops

Das schwere Maul war in der Front mit Greifzähnen und seitlich mit weiteren scharfen Zähnen besetzt. Aufgrund der Masse des Mauls und der schwachen Kiefermuskulatur, so vermuten Wissenschaftler, konnte er dieses nur im Wasser öffnen. Der übrige Körper wurde durch einen dicken Knochenpanzer geschützt. Zudem diente dieser als Körperstütze für das Tier bei Landgängen. Er hatte dicke, muskulöse Beine mit spreizbaren Füßen. Die Kieferstellung erlaubte wahrscheinlich keine größere Öffnung des Mauls ohne den Kopf anzuheben. Eryops war vermutlich ein Lauerjäger, der am Grund von flachen Gewässern oder am Ufer auf seine Beute wartete. Er ernährte sich von Amphibien und Fischen, die er im Wasser aß. Mit dem Aufkommen der Therapsiden wurden sie nach und nach in Sumpfgebiete zurückgedrängt, bis sie schließlich ganz ausstarben. An Land waren sie eher schwerfällig. Ob sie zu den Vorfahren der rezenten Amphibien zählen ist aufgrund des lückenhaften Fossilberichts unsicher.

## Fundorte
Gefunden wurden Fossilien dieser Gattung in New Mexico, Oklahoma und Texas.